# Чемпіонат СРСР з хокею із шайбою 1946—1947
Перший чемпіонат СРСР з хокею із шайбою проходив з 22 грудня 1946 по 20 січня 1947. У змаганні брали участь 12 команд, які на попередньому етапі були поділені на три підгрупи. Переможці вийшли до фінального етапу. ЦБЧА, «Спартак» М та «Динамо» М набрали однакову кількість очок і тому чемпіон визначався за співвідношенням забитих та пропушених шайб. Переможцем стало московське «Динамо». На другому етапові також проводився турнір за 4-7 місця.

## Підсумкові таблиці
Скорочення: М = підсумкове місце, І = ігри, Пер = перемоги, Н = нічиї, Пор = поразки, ЗШ = закинуті шайби, ПШ = пропущені шайби, О = набрані очки

### Попередній етап
Матчі у підгрупах проходили в Архангельську, Ленінграді та Москві.

#### Підгрупа А
| М  | Команда          | І | Пер | Н | Пор | ЗШ | ПШ | О |
| -- | ---------------- | - | --- | - | --- | -- | -- | - |
| 1. | ЦБЧА (Москва)    | 3 | 2   | 1 | 0   | 11 | 5  | 5 |
| 2. | ВПС (Москва)     | 3 | 2   | 0 | 1   | 17 | 8  | 4 |
| 3. | БО (Свердловськ) | 3 | 1   | 0 | 2   | 1  | 12 | 2 |
| 4. | БО Ленінград     | 3 | 0   | 1 | 2   | 4  | 8  | 1 |

#### Підгрупа Б
| М  | Команда              | І | Пер | Н | Пор | ЗШ | ПШ | О |
| -- | -------------------- | - | --- | - | --- | -- | -- | - |
| 1. | «Спартак» Москва     | 3 | 3   | 0 | 0   | 19 | 8  | 6 |
| 2. | «Динамо» Рига        | 3 | 2   | 0 | 1   | 13 | 9  | 4 |
| 3. | «Динамо» (Таллінн)   | 3 | 0   | 1 | 2   | 6  | 14 | 1 |
| 4. | «Динамо» (Ленінград) | 3 | 0   | 1 | 2   | 5  | 12 | 1 |

#### Підгрупа В
| М  | Команда               | І | Пер | Н | Пор | ЗШ | ПШ | О |
| -- | --------------------- | - | --- | - | --- | -- | -- | - |
| 1. | «Динамо» Москва       | 3 | 3   | 0 | 0   | 33 | 2  | 6 |
| 2. | «Водник» Архангельськ | 3 | 2   | 0 | 1   | 10 | 8  | 4 |
| 3. | к-да м. Каунаса       | 3 | 1   | 0 | 2   | 13 | 6  | 2 |
| 4. | «Спартак» Ужгород     | 3 | 0   | 0 | 3   | 4  | 44 | 0 |

### Фінальний етап

#### За 1-3 місця
Матчі проходили у Москві.
| М  | Команда          | І | Пер | Н | Пор | ЗШ | ПШ | О |
| -- | ---------------- | - | --- | - | --- | -- | -- | - |
| 1. | «Динамо» Москва  | 4 | 2   | 0 | 2   | 10 | 6  | 4 |
| 2. | ЦБЧА Москва      | 4 | 2   | 0 | 2   | 5  | 6  | 4 |
| 3. | «Спартак» Москва | 4 | 2   | 0 | 2   | 4  | 7  | 4 |

#### За 4-7 місця
Матчі проходили у Ризі.
| М  | Команда               | І | Пер | Н | Пор | ЗШ | ПШ | О |
| -- | --------------------- | - | --- | - | --- | -- | -- | - |
| 4. | «Динамо» Рига         | 3 | 2   | 1 | 0   | 9  | 2  | 5 |
| 5. | ВПС Москва            | 3 | 2   | 1 | 0   | 16 | 5  | 5 |
| 6. | «Водник» Архангельськ | 3 | 1   | 0 | 2   | 7  | 13 | 2 |
| 7. | к-да м. Каунаса       | 3 | 0   | 0 | 3   | 4  | 16 | 0 |

## Склади команд-призерів
1. «Динамо» М: воротарі — Михайло Степанов, Михайло Ухмилов; захисники — Борис Бочарніков, Василь Комаров, Олег Толмачов, Михайло Якушин; нападники — Всеволод Блінков, Микола Медведєв, Микола Поставнін (капітан), Сергій Соловйов, Василь Трофімов та Аркадій Чернишов. Тренер — Аркадій Чернишов.
2. ЦБЧА: воротар — Дмитро Петров; захисники — Володимир Веневцев, Олександр Виноградов, Павло Коротков, Володимир Никаноров (капітан), Андрій Старовойтов; нападники — Євген Бабич, Всеволод Бобров, Анатолій Гусєв, Петро Зенкін, Володимир Меньшиков, Михайло Орєхов, Леонид Степанов. Тренер — Павло Коротков.
3. «Спартак» М: воротар — Валентин Гранаткін[ru]; захисники — Микола Морозов, Борис Соколов, Віктор Соколов, Олег Тімаков; нападники — Анатолій Сеглін, Зденек Зікмунд (капітан), Іван Новиков, Валентин Захаров, Георгій Глазков, Микола Дементьєв. Тренер — Олександр Ігумнов.

## Найкращі бомбардири
- Анатолій Тарасов (ВПС) — 14
- Зденек Зікмунд («Спартак» М) — 13
- Всеволод Блінков («Динамо» М) — 12
- Микола Поставнін («Динамо» М) — 11
- Іван Новиков («Спартак» М) — 9
- Олександр Моїсеєв (ВПС) — 8
- Зенонас Ганусаускас (к-да м. Каунаса) — 7
- Василь Трофімов («Динамо» М) — 7
- Роберт Шульманіс[ru] («Динамо» Р) — 7
- Едгар Клавс («Динамо» Р) — 6
- Микола Медведєв («Динамо» М) — 5